# 등교 거부
등교 거부(登校拒否)는 학생이 학교에 가는 것을 거부하는 것을 말한다. 
등교 거부라는 단어는 연구자, 전문가, 교육 관계자들 사이에 통일된 정의가 없이 매우 다의적이다. 
학교기피(學校忌避), 학교공포증(學校恐怖症) 등으로 불리는데, 미묘하게 등교 거부라는 단어와는 차이가 있다. 
등교 거부 현상은 특히 대도시를 중심으로 그 발생률은 증가되는 추세이다. 
병에 걸렸다든지, 급우들로부터 괴롭힘에 시달렸다든지, 비행 경향에 의한 결석 이외에 어떠한 심리적인 원인으로 등교하고 싶어도 등교가 곤란한 상태를 말한다. 
성비(性比)는 여자보다 남자가 압도적으로 많다.

## 증상
등교 거부 증상의 경과에 따라서 1) 심기증적시기(心氣症的時期), 2) 공격적시기(攻擊的時期), 3) 자폐적시기(自閉的時期) 등으로 나뉜다.
첫 단계로는 심기증적시기(心氣症的時期)로, 발증(發症)은 통상 오전 8시~정오경까지 오심(惡心)·두통·복통·미열 등 신체증상으로 시작된다. 이것들은 오후가 되면 없어지고, 일요일이나 여름·겨울방학에는 나타나지 않는다. 보통 수업이 있는 시간에는 밖에 나가기를 꺼려하며, 밤이나 일요일에만 외출을 하고, 혼자서 멀리 가는 것을 좋아한다. 그동안에 대개의 부모는 병원에 데리고 가서 정밀검사를 받게 하고, 아무곳도 나쁘지 않다는 말을 듣고 비로소 심리적인 문제의 존재를 알게 되는 것이 보통이다. 이 시기에는 3개월 미만의 가벼운 치료 및 요양만으로도 회복이 가능하다.
다음은 공격적시기(攻擊的時期)로, 아동은 가정 내에서 몹시 공격적으로 변한다. 부모님이나 형제·선생님에 대한 반항이나 거부, 고집이나 공격·폭발적인 짜증을 빈발시킨다. 특히 등교하지 않는 일을 책망당한다든지, 가족들이나 선생님에게 그러한 태도를 느낀다든지 하면 이러한 행동으로 나오는 일이 많다. 드디어 아동은 등교하지 않는 상태에 아주 적응해 버려서 초조감도 감퇴하게 되고, 그 나름으로 자기생활의 방법을 발견하여 안정하게 되는데, 이것을 적응적 시기라고 부르는 사람도 있다. 이 시기에 적절한 요양이나 격리치료를 받지 않으면 나중에 성인이 되어서도 정신적 고통에 시달리는 경우가 많다(약 3~6개월 정도의 격리 치료 기간 필요).
최후의 단계로는 자폐적시기(自閉的時期)로, 자기 방에서 한 발짝도 밖에 나오지 않으며, 가족들하고 얼굴 맞대는 것도 꺼려한다. 몇십일이나 문밖에는 한 발짝도 나가지 않기 때문에 안색도 창백해지고, 목욕탕에도 가기 싫어하는데다, 옷도 갈아입지 않으므로 몸에서 고약한 냄새가 나게 된다. 손톱하고 발톱도 깍지 않으므로 때가 끼어서 지저분하게 되며, 미장원이나 이발소에도 가기를 싫어하기 때문에 머리도 자랄 대로 자라고 있는 등, 고립무원 상태의 상태가 나타내게 된다. 이 시기에는 이미 병세가 진행이 될대로 되었기 때문에, 6개월~1년 이상의 정신과 치료를 받아야 하며, 거의 십중팔구는 성인이 되어서도 히키코모리로 전락하게 된다.

## 원인
등교거부의 원인이라고 생각되고 있는 것의 하나는 가족 내의 역동적(力動的, dynamic) 문제이며, 대부분은 약하고 여성적인 부친과, 지배적이고 정력적인 모친의 결합에서 생기는 일이 많다고 한다. 
이와 같은 가족 속에서 사회화하는 아동은, 특히 남자아이에게 있어서 성적 동일시 모델의 부적절성에다, 과간섭(過干涉)인 모친에 의해서 자아를 감내할 수 없는 일이 생긴다. 
게다가 학교는 옛날에 비해서 생존경쟁이 심하여 적응이 곤란한 장소로 되어 가고, 동급생들 간의 폭행, 협박, 금품 갈취, 집단 따돌림 등도 한 원인으로 지목된다. 
더욱이 교육기대(敎育期待)는 여자보다 남자에게 높다. 
이와 같은 원인이 남자아이에 출현률이 높다는 이유에다, 도시를 중심으로 증가율이 급상승한 이유로 추정된다.

## 치료
등교거부의 증세가 나타나면 동시에 학부모, 급우, 담임교사가 찾아와 매일 아침 본인을 데리러 가기 위해 실랑이를 벌이는 경우가 많은데, 그것만으로는 역부족이다. 
가족간의 역학을 중심으로 한 학생의 그 자체에 직결된 철저한 치료를 받아야 하며, 학부모 · 담임교사 · 가족 · 전문가(교육상담소 · 정신건강의학과 전문의 · 아동상담소 등)들이 협력해 심리치료를 받아야 한다.

## 같이 보기
- 분리불안장애
- 집단 따돌림
- 히키코모리
- 무단결석